# Frank Moreno
Frank Esteban Moreno García (ur. 17 listopada 1965 w Matanzas) – kubański judoka. Dwukrotny olimpijczyk. Zajął piąte miejsce w Barcelonie 1992 i 33. w Atlancie 1996. Walczył w wadze ciężkiej.
Wicemistrz świata w 1989 i 1991; piąty w 1995; uczestnik zawodów w 1987 i 1993. Startował w Pucharze Świata w latach 1989, 1991–1993, 1995 i 1996. Złoty medalista igrzysk panamerykańskich w 1987 i 1991, srebrny w 1995. Triumfator igrzysk Ameryki Środkowej i Karaibów w 1986, 1990 i 1993. Zdobył sześć medali na mistrzostwach panamerykańskich w latach 1984–1994.

## Letnie Igrzyska Olimpijskie 1992
| Konkurencja | Eliminacje                | Eliminacje                    | Repasaże             | Repasaże              | Repasaże            | Finały                 | Klas. końcowa |
| Konkurencja | Przeciwnik I              | Przeciwnik II                 | Przeciwnik I         | Przeciwnik II         | Przeciwnik III      | o 3. miejsce           | Miejsce       |
| ----------- | ------------------------- | ----------------------------- | -------------------- | --------------------- | ------------------- | ---------------------- | ------------- |
| +95 kg      | Sigurður Bergmann (ISL) Z | Dawit Chachaleiszwili (EUN) P | Khalif Diouf (SEN) Z | Rafał Kubacki (POL) Z | Damon Keeve (USA) Z | David Douillet (FRA) P | 5.            |

## Letnie Igrzyska Olimpijskie 1996
| Konkurencja | Eliminacje                  | Klas. końcowa |
| Konkurencja | Przeciwnik I                | Miejsce       |
| ----------- | --------------------------- | ------------- |
| +95 kg      | Harry Van Barneveld (BEL) P | 33.           |